# Cristian Borja
Cristian Alexis Borja González (Cali, 18 febbraio 1993) è un calciatore colombiano, difensore dell'América.

## Biografia
Il 1º giugno 2018, in quel di Cali in Colombia, nel corso di un assalto alla propria casa è morto l'ex compagno di squadra al Cortuluá Alejandro Peñaranda, ucciso da alcuni colpi di pistola, mentre l'altro calciatore coinvolto, Heisen Izquierdo, è stato ferito.

## Carriera

### Club
Ha sempre giocato nel campionato colombiano prima di trasferirsi al Toluca in Messico nel 2018. A febbraio del 2019 si trasferisce in Portogallo, allo Sporting Lisbona.

### Nazionale
Preselezionato per la Copa América Centenario nel 2016 è stato poi rimosso dalla lista e inserito nella convocatoria per la Olimpiadi dello stesso anno.
Il 7 settembre 2018 esordisce poi con la nazionale maggiore giocando tutti i 90 minuti dell'amichevole vinta per 2-1 contro il Venezuela.

## Palmarès

### Club

#### Competizioni nazionali
- Campionato colombiano: 1

Santa Fe: 2016-II
- Súper Liga: 1

Santa Fe: 2017
- Coppa del Portogallo: 1

Sporting CP: 2018-2019
- Coppa di Lega portoghese: 2

Sporting CP: 2020-2021
Braga: 2023-2024
- Campionato messicano: 1

América: Apertura 2024

#### Competizioni internazionali
- Coppa Suruga Bank: 1

Santa Fe: 2016

### Individuale
- Capocannoniere della Coppa di Serbia: 1

2011-2012 (4 reti)